# Prionska bolezen
Prionska bolezen je degenerativna bolezen osrednjega živčevja človeka in nekaterih drugih sesalcev., ki jo pozvzroči kopičenje nenormalnega prionskega proteina v možganih. Bolezni iz te skupine imenujemo tudi prenosljive spongiformne encefalopatije. Kopičenje netopne beljakovine povzroči gobasto degeneracijo možganovine, gliozo (pomnožitev astrocitov) in izgubo nevronov. Včasih lahko agregacije prionskega proteina vidimo kot amiloidne lehe. 

Prionski protein kodira gen na 20. kromosomu. Nenormalni prionski protein (PrPsc) je izoforma normalnega možganskega proteina (PrPc), bolezen se pojavi zaradi nenadzorovane konverzije PrPc v PrPsc. 15 % primerov prionskih bolezni povzroča podedovana mutacija PrPc gena. Pri ostalih primerih gre bodisi za spontano konverzijo bodisi za iatrogen vzrok (roženični presadki, nevrokirurški instrumenti, injekcije človeških hormonov). Pri slednjem prionski protein reagira z izoformo gostitelja in sproži kaskado konformacijskih sprememb iz PrPc v PrPsc.  PrPSc je protein z identičnim zaporedjem kot PrPc, le da ima strukturno več β-ploskev. Je odporen na razgradnjo s proteazami, ima manjšo topnost v vodi in teži k tvorbi polimerov, vse to pa na končno (po zaenkrat še neznanem mehanizmu) privede do omenjene okvare. 

## Klasifikacija

### Oblike prionskih bolezni pri človeku
Pri človeku so do zdaj opisali 4 oblike prionskih bolezni:
- Creutzfeldt-Jakobovo bolezen (CJB)
- Gerstman-Sträussler-Scheinkerjev sindrom (GSS),
- kuru in
- smrtonosno družinsko nespečnost (angl. fatal familiar insomnia – FFI)

GSS in FFI sta zelo redki obliki in se pojavljata le v dednih oblikah, kuru je le kužna in že izkoreninjena oblika, CJB pa se pojavlja v vseh treh pojavnih oblikah: dedni, iatrogeno povzročeni kužni in sporadični. Etiologija nove različice CJB (vCJB) je še neznana, nekateri pokazatelji pa kažejo na povezavo med vCJB in prionsko boleznijo govedi, ki jo imenujemo bovina spongiformna encefalopatija (BSE). Te štiri oblike prionskih bolezni imajo verjetno enako patogenezo in tudi določene klinične simptome, razlikujemo pa jih na osnovi klinične slike, razporeditve patoloških sprememb in morebitnih genetskih razlik. Pri bolnikih s CJB prevladuje v klinični sliki demenca, pri GSS in kuruju so v ospredju znaki prizadetosti malih možganov (ataksija in tremor), pri bolnikih s FFI pa nespečnost.Pri vseh oblikah se proti koncu bolezni razvije akinetični mutizem, bolniki pa navadno umrejo zaradi pljučnice.
| Patofiziološki mehanizem | Prionska bolezen človeka |
| --- | ------------------------ |
| Sporadična Creutzfeldt-Jakobova bolezen (sCJB) Sporadična smrtonosna nespečnost (sFI)                                               |                          |
| Familiarna Creutzfeldt-Jakobova bolezen (fCJB) Gerstman-Sträussler-Sheinkerjev sindrom (GSS) Smrtonosna familiarna nespečnost (FFI) |                          |
| Kuru Iatrogena Creutzfeldt-Jakobova bolezen (iCJB) Nova različica Creutzfeldt-Jakobove bolezni (vCJB)                               |                          |

Preglednica 1: Prionske bolezni pri človeku in patofiziološki mehanizmi, zaradi katerih se pojavijo.

| neposredni vnos \| 22 mesecev \| demenca                                       |
| Stereotaktični elektroencefalogram \| neposredni vnos \| 18 mesecev \| demenca |
| optični živec \| 18 mesecev \| demenca                                         |
| možganska površina \| 62 mesecev \| demenca in/ali ataksija                    |
| Rastni hormon \| hematogena \| 11 let \| ataksija                              |
| Gonadotropin \| hematogena \| 13 let \| ataksija                               |

Preglednica 2: Iatrogeni primeri CJB in način prenosa.

### Oblike prionskih bolezni pri živalih
Praskavka je že 250 let znana bolezen ovc in koz. Leta 1936 so francoski znanstveniki ugotovili, da se bolezen prenaša iz ovce na ovco in od takrat je praskavka poskusni model za številne raziskave, s katerimi poskušajo znanstveniki ugotoviti etiopatogenezo prionskih bolezni.
Druge oblike živalskih prionskih bolezni so se najverjetneje pojavile z naravnim prenosom praskavke na druge sesalce. BSE ali bolezen norih krav se je pojavila leta 1985 v Veliki Britaniji v obliki epidemije. Goveda so zbolela zaradi hranjenja s kostno-mesno moko iz neprimerno obdelanih trupel poginulih živali, med njimi tudi ovc. Nevarnost morebitnega prenosa BSE na človeka je britanski vladi narekovala, da je leta 1989 prepovedala prodajo govejega drobovja in možganov. Od leta 1990 poteka v Veliki Britaniji in nekaterih članicah Evropske skupnosti usklajen nadzor nad epidemiološko sliko CJB. Poskušajo namreč odkriti morebitni prenos povzročitelja BSE na človeka.
| Živalske prionske bolezni                                                                       |
| ----------------------------------------------------------------------------------------------- |
| Praskavka koz in ovc                                                                            |
| Bolezen kroničnega hiranja srnjadi, mul in srnjakov                                             |
| Bovina spongiformna encefalopatija (BSE)                                                        |
| Kužna encefalopatija kun                                                                        |
| Mačja spongiformna encefalopatija                                                               |
| Eksotična encefalopatija kopitarjev                                                             |
| Kužne spongiformne encefalopatije, prenešene na laboratorijske živali (miši, ovce, koze, opice) |

Preglednica 3: Živalske prionske bolezni.  

## Epidemiologija prionskih bolezni
Letna incidenca sCJB je ocenjena na 1 na milijon prebivalcev. Približno 10-15 % CJB se pojavlja v dedni obliki (fCJB), zaradi mutacij gena PRNP, ki kodira prionski protein. Povečana incidenca fCJB je na Slovaškem in med prebivalci Izraela, ki imajo prednike v Libiji.
 GSS je izjemno redka bolezen z letno incidenco 1 do 2 na 100 milijonov prebivalcev. Najpogosteje nastane zaradi mutacije P102L. To mutacijo so odkrili pri 32 družinah.
 FFI je bila opisana pri dveh družinah, poznanih pa je tudi veliko sporadičnih primerov. Do danes je opisanih 405 primerov iCJB. Največ teh primerov je povezanih s presadki dure na Japonskem (123 primerov) ter z zdravljenjem s kontaminiranim rastnim hormonom v Franciji (107 primerov).
 V Papui Novi Gvineji še danes opisujejo sporadične primere kuruja, najverjetneje zaradi dolge inkubacijske dobe, ki lahko traja tudi do 56 let.
 Nova različica CJB (vCJB) se je do zdaj pojavila pri 156 primerih v Veliki Britaniji, 17 v Franciji, 3 na Irskem in po posamezen primer v Italiji, Kanadi, na Japonskem, Nizozemskem, Savdski Arabiji in ZDA. Vsi pacienti z vCJB so v času izbruha BSE obiskali Veliko Britanijo. Prihodnost vCJB je težko predvideti, z izračuni menijo, da bi lahko v prihodnosti razvilo vCJB od samo nekaj pa vse do 100.000 posameznikov. Ta širok razpon je posledica slabega poznavanja inkubacijske dobe in števila ljudi, ki so bili v stiku z okuženim govejim mesom.

## Patogeneza prionskih bolezni

### Genetika
Humani PRNP gen ima omejeno število nepatogenih polimorfizmov, ki vključujejo delecijo oktapeptida iz ponavljajoče regije, Met/Val polimorfizem na 129. kodonu in Gln/Lys polimorfizem na 219. kodonu. Ugotovili so, da so homozigoti z Met/Val polimorfizmom na 129. kodonu bolj podvrženi prionskim boleznim kot heterozigoti. Vsi bolniki, umrli zaradi vCJB, in večina pacientov, umrlih zaradi sCJB, so bili Met/Met homozigoti (129. kodon na obeh 20. kromosomih vsebuje zapis za beljakovino metionin).

Same mutacije PRNP gena se dedujejo avtosomno dominantno in imajo različno penetranco, ki je odvisna od vrste mutacije in ostalih genetskih lastnosti posameznika. Npr. določena mutacija (E200K) kaže zelo visoko penetranco pri nosilcih v Izraelu (penetranca = 89%), a manjšo pri nosilcih na Slovaškem in Italiji (54 do 59%). Genetske prionske bolezni so klinično zelo raznolike, saj jih povzročajo številne, različne mutacije gena PRNP.

### Biologijaprionskega proteina
PrPc se izraža v različnih tipih celic, najvišji nivo izražanja pa doseže v nevronih osrednjega živčevja. Lociran je na zunanji površini celice, kjer je zasidran v celično membrano s svojim C-terminalnim koncem. C- terminalni konec vsebuje dve α-vijačnici: B in C, ki sta med seboj povezani z disuflidnimi vezmi. Na α-vijačnici sta pripeti dve oligosaharidni verigi, ki še dodatno stabilizirata strukturo C-konca. Na C- terminalnem koncu je še vezavni protein X, ki igra pomembno vlogo v vzdrževanju vijačne strukture. Zunanji del proteina vsebuje še kratek α-vijačni segment A, ki ga na vsaki strani obdajata dve kratki β-verigi. N-terminalni konec beljakovine se boči v ekstracelularni prostor in vsebuje 5 oktapeptidnih ponovitev, znotraj katerih histidinski ostanki vežejo baker. 
Natančna funkcija PrPC je neznana, njegovo pomanjkanje ne privede do večjih bolezenskih sprememb. Patološka oblika PrPc je PrPsc, ki ima večjo vsebnost β-lista. Odporen je na proteolizo, se agregira in polimerizira. Konverzija PrPc  v PrPsc se lahko pojavi spontano, lahko je inducirana (ob aplikaciji eksogenega PrPsc) pri kužnih oblikah, lahko pa se pojavi zaradi mutacij. Najpogostejši način pretvorbe je spontan.

Znanstveniki predpostavljajo, da molekula PrP obstaja v dveh oblikah – PrPc in PrPsc – in se je sposobna sama spontano razgrniti in ponovno zviti. Nevronski PrPc ima razpolovni čas približno 3 ure. Mehanizmi, ki držijo PrP v nepatogeni obliki, so nejasni. Protein X naj bi višal nivo energije, potrebne za pretvorbo PrPc v PrPsc. Tudi vezava bakra na N-terminalni konec naj bi povečala odpornost proti proteinazi in povečevala vsebnost β-listov. 

Zelo pomembna lastnost PrPsc je, da se je sposoben vezati na PrPC in ga spremeniti v PrPSc, kar nato postane kaskadna reakcija. 

Mehanizmi prionske toksičnosti vključujejo odpornost proti proteinazam in akumulacijo PrPSc, kar vodi v degeneracijo dendritov in sinaps, čemur sledi glioza in propad nevronov. Na celičnem nivoju je PrPSc največ na celični membrani in endosomsko-lizosomskem sistemu (E-L S); na membrani okvari ravnovesje ionov in vode v celici ter uniči sinaptični prenos, v E-L S pa privede do disfunkcije izločanja mešičkov. Spongiformne spremembe nastanejo zaradi otekanja dendritov.

PrPSc lahko tvori tudi amiloidne depozite, ki se ne pojavljajo pri vseh prionskih boleznih. Značilni so predvsem za vCJB in GSS. 

### Nevropatologija
Makroskopska slika možganov pri prionskih boleznih je navadno normalna, pri bolnikih, ki z boleznijo preživijo več let, pa so vidne različne stopnje atrofije možganov.

Mikroskopska slika pokaže vakuole v nevropilu sivine, ki pravzaprav predstavljajo prečni prerez nabreklih dendritov in aksonov. Drugi dve značilnosti sta še izguba nevronov in astrocitoza. Vidna je tudi aktivacija celic mikroglije. Opisane spremembe najdemo pri vseh tipih prionskih bolezni.

Prionske bolezni mikroskopsko ločimo po intenziteti lezij, njihovi anatomski razporeditvi in prisotnosti amiloidnih depozitov ali nevrofibrilarnih pentelj.

Spremembe pri CJB so vidne predvsem v skorji velikih možganov, putamnu, kavdatnem jedru, talamusu in skorji. Samo 10 % bolnikov s sCJB ima tudi amiloidne lehe v velikih ali malih možganih.

Za GSS je značilna obširna amiloidoza. Amiloidne lehe so najpogostejši v skorji malih možganov, v manjši meri pa so prisotne tudi v skorji velikih možganov in v bazalnih ganglijih. Spongiformna degeneracija je lahko minimalna.

Pri FFI vidimo obširno izgubo nevronov in atrofijo brez spongiformne degeneracije v nekaterih jedrih talamusa. V skorji velikih možganov pa so vidne spongiformne spremembe. 

Pri kuruju so najbolj prizadeti mali možgani, sledijo pa jim različna področja bazalnih ganglijev, talamusa in medialni del senčnega režnja. Pri večini primerov najdemo tudi amiloidne depozite, predvsem v malih možganih. 

Največja gostota spongiformne degeneracije in izgube nevronov je vidna pri vCJB. Značilni so tudi številne amiloidne lehe.  

### Bolezni

#### Creutzfeldt-Jakobova bolezen (CJB)
Creutzfeldt-Jakobova bolezen lahko nastane sporadično, iatrogeno ali podedovano.  

Zgodovina bolezni
Hans Creutzfeldt je leta 1920 opisal bolnico, ki je umrla zaradi hitro napredujoče demence. Pri pregledu možganov je ugotovil propad ganglijskih celic v skorji in subkortikalni sivi možganovini ter pomožitev reaktivne astroglije. Leto kasneje je Alfons Jakob opisal štiri bolnike s progresivno demenco s smrtnim izidom in bolezen poimenoval spastična psevdoskleroza. Ugotovil je, da so njegovi primeri zelo podobni primeru, ki ga je opisal Creutzfeldt. Tako so odkrili še eno degenerativno bolezen človekovega osrednjega živčevja, ki jo danes imenujemo Creutzfeldt-Jakobova bolezen.

Klinično se vedno pojavi nespecifična začetna faza z tesnobo, bolehnostjo, pozabljivostjo in nejasnimi senzornimi simptomi. V 10 % se bolezen začne z ataksijo, pri redkih pacientih pa z izrazitimi vidnimi simptomi. 
Značilni začetni simptom je tudi nenadni mioklonus, ki pa se lahko pojavi tudi šele zelo pozno v poteku bolezni.  

#### Kuru
Je bolezen, ki je danes že izkoreninjena. Značilno se je pojavljala pri prebivalcih regije Okapa Papue Nove Gvineje. Vrh je dosegla v letih okrog 1960 in povzročila več kot 3.000 smri.   Prenašala se je preko obrednega kanibalizma. Preiskovali so jo Gajdusek in sodelavci, ki so leta 1966 prikazali princip prenosa prionskih proteinov.
Klinično se je kazala kot čustvena labilnost, vedenjske spremembe in progresivna ataksija z demenco, ki se je pojavila pozno v poteku bolezni. 

#### Nova različica (varianta) CJB (vCJB)
Zgodovina in odkritje

V Veliki Britaniji so leta 1990 uvedli natančni nadzor nad CJB. Leta 1993 so podobne sisteme nadzora uvedli tudi v nekaterih drugih evropskih državah. Namen nadzorovanja je bilo zaznavanje sprememb v CJB, ki bi lahko sovpadale s predhodno izpostavitvijo BSE agensu.  V letih 1995 in 1996 so v Veliki Britaniji odkrili številne primere CJB, ki so se razlikovali od prejšnjih. Do marca leta 1996 so odkrili 10 primerov CJB pri mladih ljudeh, katerih bolezen se je netipično začela okoli 29. leta starosti. Povprečno trajanje bolezni do smrti je bilo neznačilno daljše – 14 mesecev (pri CJB navadno 4,5 mesecev) in tudi sama klinična slika je bila drugačna: v vseh primerih so pacienti utrpeli zgodnje psihiatrične simptome (depresija, umikanje od zunanjega sveta) že nekaj mesecev pred nevrološkimi znaki. Terminalni stadij je bil podoben klasični CJB, a EEG ni pokazal karakterističnih sprememb. 

Na povezavo z BSE so posumili, ker se je vCJB pojavila približno enak čas kot BSE (upoštevajoč čas inkubacije, ki so ga dobili pri preiskavah kuruja). Minimalna inkubacijska perioda je 4,5 let, povprečen čas inkubacije pa okoli 13 let. Bilo bi torej možno, da se je človek okužil ob uživanju okuženega govejega mesa (ali ostalih živil, v katere so se zanesli ti prioni). Izpostavitev človeka okuženemu mesu se je začela okoli 1983, največja pa je bila leta 1989. Pacienti z vCJB prav tako niso imeli nobenega drugega tveganja za prenos prionskega proteina (npr. nevrokiruškega posega, presadkov roženice) ali primera prionske bolezni v družini.

Večina primerov bolnikov z vCJB prihaja iz Velike Britanije.  

Mehanizem prenosa

Natančnega mehanizma prenosa še ne poznamo. Zaenkrat sumijo na oralen prenos. Najbolj nevarno naj bi bilo uživanje inficiranega govejega živčnega tkiva. Goveji možgani niso prišli v prehranjevalno verigo človeka v večji meri, v večji meri je človek užival govejo hrbtenjačo, katere delčke so našli v predelanih mesninah (npr. burgerjih in klobasah). 

Odgovor na vprašanje, koliko primerov vCJB se bo pojavilo v prihodnosti, ostaja neznanka. Napovedi so različne – vse od nekaj 100 pa do kar 80 000 primerov. 

#### Gerstmann-Sträussler-Scheinker syndrome(GSS)
Simptomatika se navadno pojavi med 3. in 7. dekado življenja. Bolezen v povprečju traja 5 let. Incidenca je manj kot 2 na 100 milijonov – najverjetneje pa je primerov več, vendar se zamenjajo z ostalimi boleznimi (ekstrapiramidnimi ipd.).
Klinična slika: počasi napredujoč sindrom malih možganov z dodatnimi piramidnimi znaki in manj izrazito demenco v poznem stadiju. Progresija GSS je počasnejša, navadno napreduje skozi več let. 
Večina primerov je družinskih z avtosomnim dominantnim dedovanjem in so v povezani s specifičnimi mutacijami PrP gena.  

#### Smrtonosna družinska nespečnost (angl. familial fatal insomnia – FFI)
Klinična slika: motnje spanja in budnosti (nespečnost, stuporozne epizode s halucinacijami med spanjem, zmedenost), spremenjene avtonomne funkcije (sistemska hipertenzija, neredno dihanje, povečano znojenje, inkontinenca) in somatomotorne manifestacije (diplopia, dizartrija, disfagija, ataksija, dismetrija, spastičnost, mioklonus). 

## Preprečevanje prenosa prionov
Z običajnimi aseptičnimi postopki se prioni ne uničijo. Če obstaja sum, da so instrumenti ali ostali predmeti okuženi s prioni, naj se zavržejo. Če to ni mogoče, jih je potrebno avtoklavirati 1 uro pri 135 °C, če predmetov ni možno avtoklavirati, pa naj se namakajo 1 uro pri 2M raztopini NaOH. 
Ni še dokazano, da bi vsakdanji kontakt s pacientom povzorčil okužbo. 

## Zdravljenje
Zaenkrat še ni zdravljenja, ki bi ustavilo ali upočasnilo napredovanje prionskih bolezni. Vse oblike prionskih bolezni so na koncu smrtne. Obstaja pa simptomatsko zdravljenje, ki je odvisno od klinične slike posameznika. Pacienti lahko prejemajo antipsihotike, benzodiazepine, L-dopo, agoniste recpetorjev D2, amantadin. 

Zdravljenje v prihodnosti: Raziskuje se vpliv kratkih peptidnih homologov PrPc, ki naj bi interagirali s PrPSc in prelomili β liste. Drug pristop pa poteka tudi preko imunoloških metod – preučujejo protitelesa, ki bi se vezala na PrPC in preprečila njegovo pretvorbo v PrPsc.  